# Жордан, Тимоте
Тимоте Х. Жорда́н (фр. Timothée H. Jordan; 28 февраля 1865, Шантийи — неизвестно) — французский крикетист, серебряный призёр летних Олимпийских игр 1900.

## Биография
На Играх участвовал в единственном крикетном матче Франции против Великобритании, который его команда проиграла, и Жордан получил серебряную медаль. За игру он получил 11 очков. В 1910 году участвовал в крикетном турнире в Брюсселе с участием команд Англии, Бельгии, Франции и клуба «Марилебон».